# Filippa Reinfeldt

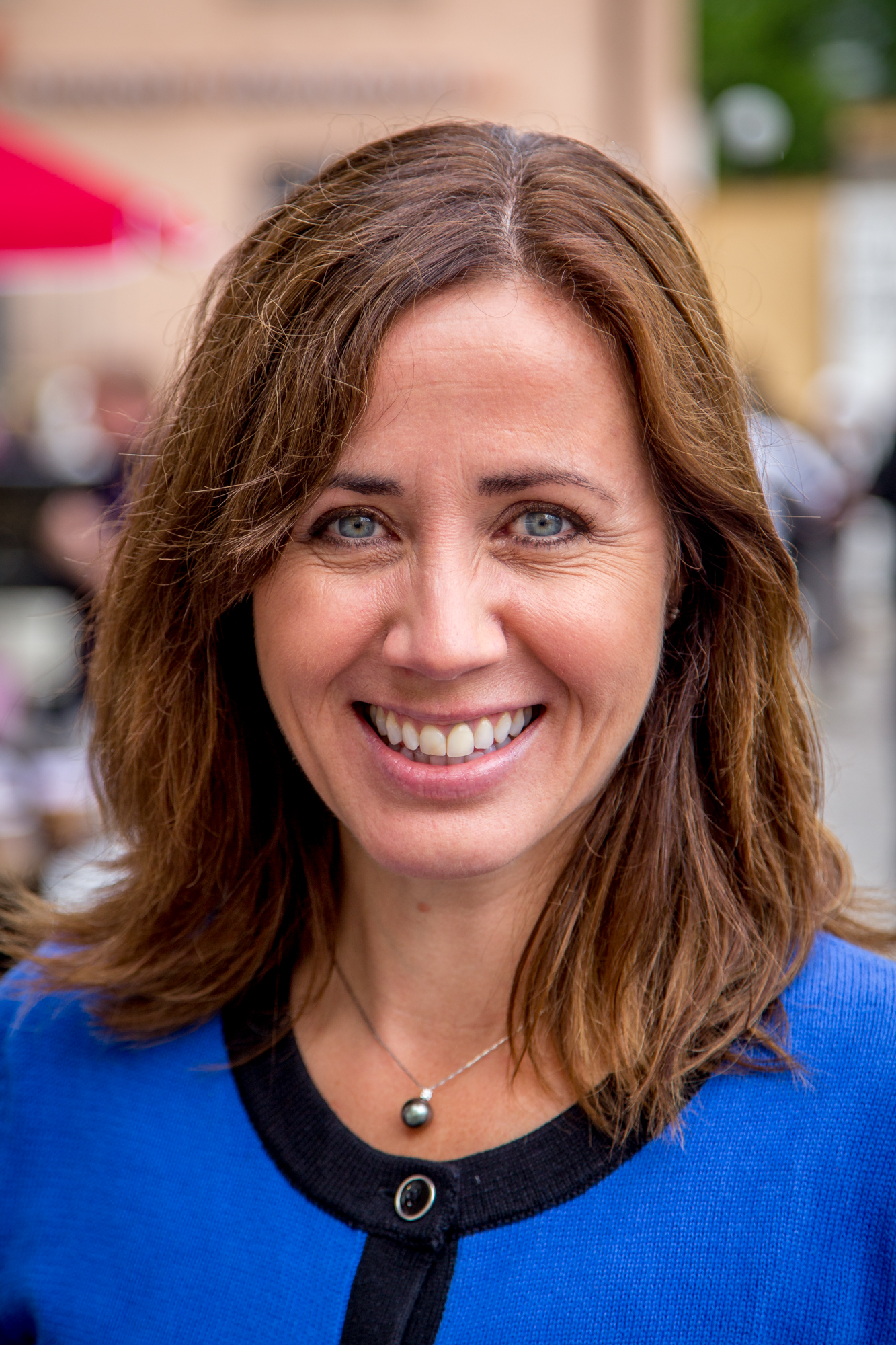
Filippa Reinfeldt (2014)

Filippa Désirée Amanda Cay Reinfeldt, geb. Holmberg (* 14. Juni 1967 in Stockholm), ist eine Politikerin der schwedischen Moderaten Partei und ehemalige Ehefrau des schwedischen Ministerpräsidenten Fredrik Reinfeldt. 
Reinfeldt saß 2002 bis 2005 im Gemeinderat von Täby und war von 2005 bis 2006 dort Bürgermeisterin. In den 1990er Jahren hatte sie in verschiedenen Positionen in der Stockholmer Stadtverwaltung gearbeitet. 
Von 2006 bis 2014 hielt die ein Mandat im Landsting der Provinz Stockholm und besetzte den Posten der Landesgesundheitsrätin. Nach der Wahl 2014 strebte sie auf den Posten der Finanzrätin, der jedoch der Folkpartiet liberalerna zugeteilt wurde. Sie kündigte daraufhin an, die Politik ganz zu verlassen.

## Familie
Filippa Reinfeldt lernte ihren späteren Ehemann Fredrik Reinfeldt 1989 in der Jugendorganisation der Moderaten Partei kennen. 1992 heiratete das Paar in der Skeppsholmskirche in Stockholm und zog in den Vorort Täby. Aus der Ehe gingen drei gemeinsame Kinder hervor: Gustav, Erik und Ebba. Das Paar gab im März 2012 seine Trennung bekannt. Am 20. Februar 2013 wurde die Ehe geschieden.